# Emund Eriksson
Emund Eriksson (también Edmund, m. 970), fue un caudillo vikingo y semi-legendario rey de Suecia. Según Adán de Bremen, era aliado del rey Harald Blåtand de Dinamarca. Snorri Sturluson le cita como padre de Erik Anundsson de Suecia, sin embargo, Adán de Bremen solo menciona a Erico el Victorioso como sucesor del trono sueco, sin citar el parentesco con Emund. Pudo ser hermano de Björn III, que algunas sagas nórdicas nombran como padre de Erico. No era extraño entre los pueblos germánicos compartir el gobierno en diarquía, y dos hermanos compartir los poderes del reino.